# 린다 버드 존슨 롭
린다 버드 존슨 롭(영어: Lynda Bird Johnson Robb, 1944년 3월 19일 ~ )은 미국의 36대 대통령 린든 B. 존슨과 전 영부인 레이디 버드 존슨의 장녀이다. 그녀는 대통령의 여성 자문 위원회의 의장뿐만 아니라, 미국에서 가장 큰 어린이 읽고 쓰는 능력 단체인 독서 위원회의 의장을 역임했다. 그녀는 1982년부터 1986년까지 버지니아의 영부인, 1978년부터 1982년까지 버지니아의 두 번째 부인을 역임한 잡지 편집자이다. 그녀는 2013년 12월 21일 존 아이젠하워의 사망 이후, 미국 대통령의 살아있는 자녀 중 최고령이다.